# Christian Pagán
Christian Pagán (n. 21 de junio de 1989) es un cantante puertorriqueño ganador del famoso reality show Idol Puerto Rico en 2011.

## Biografía
Christian Pagán nació el 21 de junio de 1989 en Humacao, Puerto Rico. Sus padres, Héctor Pagan y Luz Eneida Lugo,lo han apoyado desde sus inicios cuando demostró la capacidad que tenía para cantar.
Comenzó cantando la música típica de Puerto Rico, conocida como la "trova". Cursó sus estudios elementales e intermedios en la Escuela Segunda Unidad Jesús Sanabria Cruz de Yabucoa, a la cual representó en un concurso de trova regional. 
Sus estudios de escuela superior los hizo en la Escuela de Bellas Artes de Humacao, lugar donde su talento se fue perfeccionando y creciendo aún más. Ahí conoció a sus mejores amigos, unidos a otros músicos y productores independientes decidieron hacer una banda de pop rock en español. 
Una vez tuvieron suficientes canciones, escritas por ellos mismos y en la cual Christian debutaba como compositor, grabaron un disco en un estudio casero. Los intentos por lograr que la producción llegara a grandes promotores fueron infructuosos. Después de varios trámites, lograron ser escuchados en Argentina, donde fueron honrados con el reconocimiento Luca Prodan. De igual manera, obtuvieron en Puerto Rico un premio Paoli. 
Comenzó a cursar sus estudios universitarios en Ingeniería Industrial y Gerencia en la Universidad del Turabo (Sistema Ana G. Méndez). En ese momento, cuando ya había decidido lanzarse como solista, llegó la oportunidad de audicionar en Idol Puerto Rico.
Motivado a concursar en varios reality shows como Objetivo fama (Univision) y Yo Canto (Telemundo), pero sentía que ese no era el momento. Cuando llegó la famosa y exitosa franquicia a nivel mundial, Idol Puerto Rico, éste se motivó a audicionar. En las audiciones fue escogido para ser parte de los 72 finalistas. Luego de pasar varias pruebas, llegó a los 12 finalistas. Después de tres meses de arduo trabajo, se coronó como el primer Idol Puerto Rico. Entre los premios obtenidos figura un contrato con la casa discográfica Universal Music, un coche último modelo y dinero en efectivo.
Lanzó dos álbumnes: De miles a uno, publicado 20 de diciembre de 2011 por Universal Music Latino y Mas de lo que soy, publicado 2 de octubre de 2012.
En 2016-2017 participa en la serie Guerra de ídolos para Telemundo.
En 2023 se convierte por primera vez en padre, en 2024 lanza el tema Suma de dos.